# Deadly Friend
Deadly Friend is een Amerikaanse horrorfilm uit 1986 onder regie van Wes Craven.

## Verhaal
De vijftienjarige Paul Conway verhuist met zijn moeder naar een nieuwe stad. Paul is bijzonder intelligent en gaat studeren op de universiteit. De universiteit heeft een huis en een baan voor zijn moeder geregeld. Paul heeft ook een robot gemaakt die zelf denkt, praat en beweegt.
Paul leert er meteen zijn buurmeisje Samantha Pringle en de krantenjongen Tom kennen. Er wonen ook enkele vreemde mensen in de buurt. De vader van Samantha is een gestoorde alcoholist, die zijn dochter mishandelt. Tegenover Paul woont een mevrouw Parker, die kinderen haat en haar huis in een soort burcht heeft veranderd.
Als Samantha een keer langskomt, staat haar vader meteen op de stoep om haar terug te halen. Later is Paul met zijn nieuwe vrienden aan het basketballen, samen met zijn robot (BB). De robot gooit de bal zover weg dat deze bij mevrouw Parker in de tuin komt en ze wil de bal niet teruggeven. Met halloween maakt BB het slot van mrs. Parker haar hek open en Sam belt voor de grap aan maar schrikt van een soort alarm, waarna Paul en Tom haar de struiken intrekken. Omdat mevrouw Parker eraan komt, komt BB op de proppen en deze wordt door Mrs. Parker aan flarden geschoten, tot groot verdriet van Paul.
Later komt Sam bij Paul eten en nadien slaat de vonk tussen hun over. Maar als Sam thuiskomt,
is haar vader kwaad omdat ze weg was gegaan en hij slaat haar van de trap. Hierdoor raakt ze hersendood en moet kunstmatig in leven worden gehouden. Paul besluit haar te redden door de chip van BB in haar hersenen te planten. Als Sam tot leven komt, neemt ze wraak op iedereen die haar en Paul ooit dwars hebben gezeten.

## Rolverdeling
| Acteur             | Personage         |
| ------------------ | ----------------- |
| Matthew Laborteaux | Paul Conway       |
| Kristy Swanson     | Samantha Pringle  |
| Michael Sharrett   | Tom Toomey        |
| Anne Twomey        | Jeannie Conway    |
| Anne Ramsey        | Elvira Parker     |
| Richard Marcus     | Harry Pringle     |
| Russ Marin         | Dokter Johanson   |
| Lee Paul           | Brigadier Volchek |
| Andrew Roperto     | Carl              |
| Charles Fleischer  | BB                |
| Robin Nuyen        | Dief              |
| Frank Cavestani    | Boze bewoner      |
| Merritt Olsen      | Technicus         |
| William H. Faeth   | Arts              |
| Joe Hile           | Kamerlid          |